# Народное движение против ЕС
Народное движение против Европейского Союза (дат. Folkebevægelsen mod EU) — политическое объединение в Дании, выступающее против Европейского Союза, преимущественно крайне левой направленности. Основано в 1972 году как межпартийная платформа для голосования «против» на референдуме в Дании по вопросу о членстве в ЕЭС. Народное движение было представлено в Европейском парламенте с 1979 по 2019 год, когда оно потеряло своё единственное место на выборах в Европарламент.
Движение насчитывает около 3500 индивидуальных членов, а также включает коллективные члены, таких как политические партии, неправительственные организации и профсоюзы (в основном местные отделения). Отдельные члены организованы примерно в 100 местных ячеек.

## Политика
Основная цель движения — выход страны из ЕС и повторное присоединение к Европейской ассоциации свободной торговли (в отличие от некоторых других евроскептических организаций, которые надеются реформировать ЕС или ослабить участие в нём). По заявлению движения, оно поддерживает демократию, устойчивое развитие и расширение сотрудничества в таких организациях, как Организация Объединенных Наций, Организация по безопасности и сотрудничеству в Европе, Совет Европы и Северный совет. Она решительно выступает против Лиссабонского договора и возглавляло кампанию за проведение в Дании референдума по Конституции ЕС.
Народное движение против ЕС — это межпартийное движение. Она не считает себя политической партией и заявляет о своей независимости от традиционной шкалы левых/правых сил, поэтому не участвует в национальных парламентских или местных выборах. Вместе с тем, его электоральная база находится среди левых (в основном голосующих на национальных выборах за Красно-зелёную коалицию, в меньшей степени за Социалистическую народную партию и Социал-демократов) и членов профсоюзов, но есть также беспартийные и несоциалистические члены, например, из Социал-либеральной партии, Консервативной партии, Партии зелёных и небольшой джорджистской либеральной Партии справедливости. Движение нацелено на сотрудничество с другими политическими силами, но принципиально дистанцируется от крайне правой Датской народной партии, также евроскептической.
Термин «Народное движение» (Folkebevægelsen) распространён в Дании и не имеет непосредственного отношения к социализму, а скорее означает «широкое движение ради общего дела». Несколько датских партий, как левых, так и правых, называют себя народными партиями (folkeparti).

## Европейский парламент
Народное движение против членства Дании в ЕС было основано на национальной конференции в Оденсе 21-22 апреля 1972 года. Его непосредственными предшественниками были Объединённый комитет против членства Дании в ЕС, а также Народное движение Западной Ютландии (в округе Рибе). и Народное движение в уезде Фюн. Социалистическая народная была единственной парламентской партией, принявшей участие в его учреждении. Народное движение выступало в качестве основной организации, агитирующей за голосование «против» на референдумах по ЕЭС/ЕС в 1972, 1986, 1992, 1993, 1998 и 2000 годах.
В 1978 году Народное движение получило право баллотироваться и было представлено в Европейском парламенте с 1979 по 2019 год, когда были введены прямые выборы. Ещё до них евродепутатом оказался представитель движения и Партии справедливости Иб Кристенсен (затем был избранным в Европарламент в 1984—1994 годах). На первых своих европейских выборах от Народного движения избралось 4 кандидата. Дольше всего из них в Европарламенте заседал Йенс-Петер Бонде, на тот момент также член Коммунистической партии Дании.
После июньского референдума 1992 года по Маастрихтскому договору (на котором более половины избирателей проголосовали против договора), в Народном движении состоялся раскол из-за разногласий по поводу внутреннего рынка в Европейском Союзе, которые в целом приняли члены «Движения Июнь» (Июньского движения"), в отличие от «Народного движения». Вскоре после раскола группа последнего в Европарламенте также распалась из-за выхода 3 из 4 евродепутатов. Впрочем, на почве общего евроскептицизма на всех выборах с 1994 года Народное движение входило с «Июньским движением» в избирательную коалицию.
В Европарламенте Народное движение было наблюдателем в следующих группах: Техническая группа (1979—1984) , Группа «Радуга» (1984—1994) , Европа наций (1994—1999). В 1999—2002 годах евродепутаты от движения входили в Европейском парламенте в группу «Европа демократий и разнообразия» EDD наряду с преимущественно правоконсервативными силами, но затем стали ассоциированными членами группы Европейские объединённые левые/Лево-зелёные Севера GUE-NGL.
Оле Краруп заявил, что другой датский участник EDD, Йенс-Петер Бонде (на тот момент уже представлявший «Движение Июнь»), всё более нацелен на «демократизацию» или «улучшение» ЕС, а не выход из него, что, по словам Крарупа, делало невозможным для Народного движения проводить свою линию внутри группы. Утверждая, что членство в группе было в первую очередь техническим вопросом, он указывал, что только группа GUE-NGL могла обеспечить полную политическую автономию Народного движения, но что членство в самой левой фракции Европарламента не отразится на открытости движения к представителям остальных отрезков политического спектра.
Народное движение также являлось членом EUdemocrats и TEAM (Европейский альянс движений, критически настроенных по отношению к ЕС), координатором которого был Йеспер Морвиль из Народного движения. На выборах 2004 года партия получила 5,2 % голосов избирателей по всей стране, избрав одного депутата Европарламента. В 2007 году единственным евродепутатом от Народного движения стал троцкист Сёрен Сённергор из Красно-зелёной коалиции; после выборов 2014 года его сменила его однопартийка Рина Ронья Кари.
На выборах 2019 года Народное движение потеряло свое единственное место и впервые с 1979 года не представлено в парламенте. По общему мнению, причиной поражения стало решение Красно-зелёной коалиции впервые принять участие в выборах самостоятельно, а не поддерживать список Народного движения (хотя в первой десятке последнего были многочисленные представители коалиции: избранная вскоре депутатом Фолькетинга Виктория Веласкес, коммунистка Карина Рор Соренсен, профсоюзные деятели Кристиан Юл и Оле Норс Нильсен). В итоге голосами радикального левого электората в Европарламент был избран Николай Виллумсен как представитель именно Красно-зелёной коалиции. Действующий депутат Европарламента Рина Ронья Кари заявила, что движение будет жить и что «оппозиция ЕС не умерла». Хенрик Овергаард-Нильсен, ранее входивший в Народное движение, был избран в Северо-Западной Англии от правопопулистской Партии Brexit. В октябре 2019 года была учреждена должность председателя Народного движения, а в ноябре на эту должность была избрана Сюзанна Дайр-Гринсайт.
Молодёжное крыло — Молодёжь Народного движения против ЕС.

## Результаты выборов
| Год  | Голоса  | %         | Количество мест | +/- |
| ---- | ------- | --------- | --------------- | --- |
| 1979 | 365,760 | 20.9 (#2) | 4 из 16         |     |
| 1984 | 413.808 | 20.6 (#2) | 4 из 16         | ▬ 0 |
| 1989 | 338,953 | 18.9 (#2) | 4 из 16         | ▬ 0 |
| 1994 | 214,735 | 10.3 (#5) | 2 из 16         | ▼ 2 |
| 1999 | 143,709 | 7.3 (#6)  | 1 из 16         | ▼ 1 |
| 2004 | 97,986  | 5.2 (#8)  | 1 из 14         | ▬ 0 |
| 2009 | 168,555 | 7.2 (#6)  | 1 из 13         | ▬ 0 |
| 2014 | 183,724 | 8.1 (#6)  | 1 из 13         | ▬ 0 |
| 2019 | 102,101 | 3.7 (#8)  | 0 из 14         | ▼ 1 |

### Евродепутаты от Народного движения
- Эльза Хаммерих (1979—1989)
- Свен Сковманд (1979—1984)
- Йорген Бёг (1979—1987)
- Йенс-Петер Бонде (1979—1992) — Июньское движение (1992—2008)
- Иб Кристенсен (1984—1994)
- Биргит Бьёрнвиг (1987—1992) — Июньское движение (1992—1994)
- Улла Сандбек (1989—1994)
- Лис Дженсен (1994—1999)
- Йенс Оккинг (2002—2003) — Июньское движение (1999—2002), заменен Бент Хиндруп Андерсен в 2003 году.
- Оле Краруп (1994—2006)
- Сорен Сёндергор (2007—2014)
- Рина Ронья Кари (2014—2019)